# Fernando Barahona Pérez
Fernando Barahona Pérez (m. 1941) va ser un polític espanyol.

## Biografia
Era oriünd de Madrid. Instal·lador sanitari de professió, es va afiliar al Partit Comunista d'Espanya (PCE).
Durant la Guerra civil va formar part com a de comissari polític de l'Exèrcit Popular de la República, arribant a exercir com a comissari polític de les brigades mixtes 34a i 99a, estant destinat al front del Centre. Al final de la contesa va ser detingut per les forces casadistas, i fou empresonat. Capturat posteriorment pels franquistes, seria jutjat, condemnat a mort i afusellat al madrileny Cementiri de l'Est el 3 de juliol de 1941 al costat d'uns altres tretze militants del PCE.